# مازيراتي سيبرينغ
مازيراتي سيبرينغ (بالإنجليزية: Maserati Sebring)‏هي سيارة تم انتاجها من قبل شركة مازيراتي.